# داستن تاينز
داستن تاينز (بالإنجليزية: Dustin Tynes)‏ (مواليد 7 مارس 1996) هو سبّاح باهاماسي، مثّل بلاده في الألعاب الأولمبية الصيفية 2016.

## روابط خارجية
داستن تاينز على موقع الاتحاد الدولي للسباحة (الإنجليزية)
- داستن تاينز على موقع أوليمبيديا (الإنجليزية)
- داستن تاينز على موقع اتحاد ألعاب الكومنولث (مؤرشف) (الإنجليزية)